# Северные горы (Новая Шотландия)
Северные горы (англ. North Mountain) — вулканический хребет, находящийся на материковой части юго-запада Новой Шотландии, простирающийся от острова Брайер до мыса Сплит.

## Геология

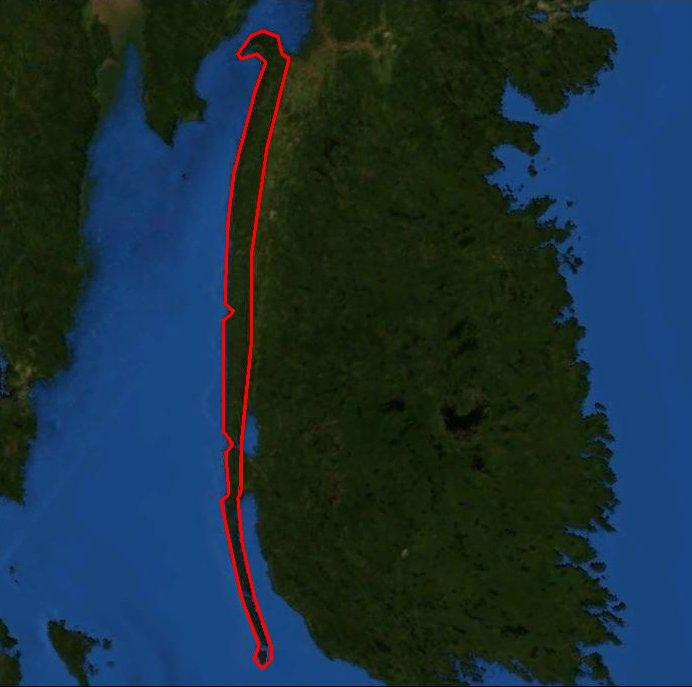
Северные горы

Хребет ведет свою историю с триасового периода, когда данная часть Новой Шотландии занимала центр суперконтинента Пангея. Это толща толеитовых базальтов возрастом 201 миллион лет, содержащая столбчатую трещиноватость. Многочисленные вулканические трещины, заполненные отложениями, присутствуют вблизи верхней поверхности Северных гор. Твердая гряда базальта противостояла движению ледяных щитов, которые двигались по региону в прошлые ледниковые периоды и теперь образует одну сторону долины Аннаполис в западной части полуострова Новая Шотландия.
Считается, что Северные горы образовались во время появления Атлантического океана. Это часть Магматической провинции Центральной Атлантики, которая представляет собой гигантский базальтовый и интрузивный комплекс вдоль восточного побережья США, Европы, северо-западной Африки и Южной Америки диаметром 4000 км.
Подобный столбчатый базальт можно увидеть также в Бакстерс Харбор и на острове Брайер.